# Disko Line

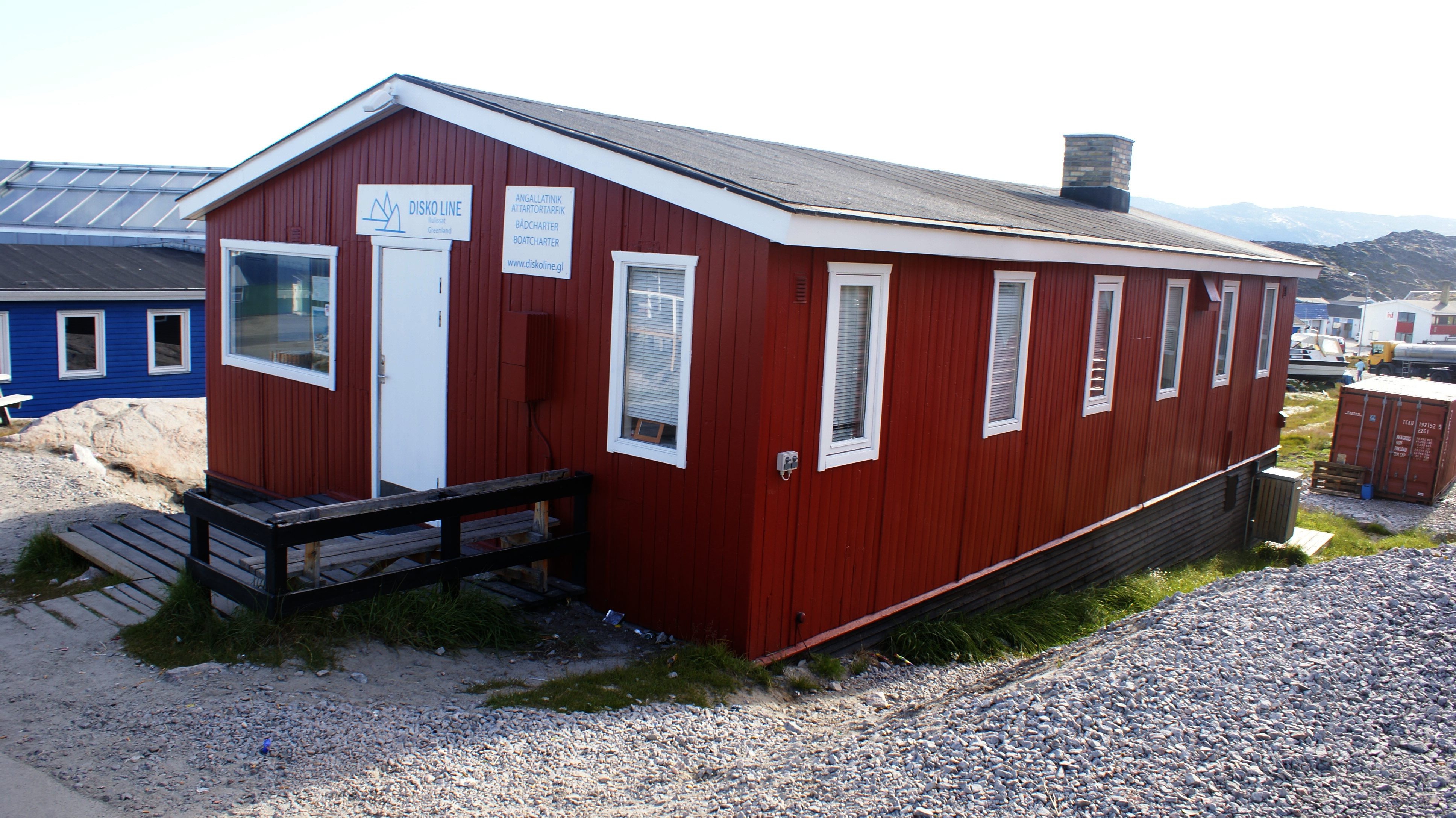
Het hoofdkantoor van Diskoline A/S in Ilulissat.

Disko Line is de exploitant van de veerdiensten tussen de plaatsen gelegen aan de baai Qeqertarsuup Tunua (Deens: Diskobugten). Het bedrijf dat volledig in handen van Arctic Umiaq line is heeft twee schepen in dienst: Aviaq Ittuk en Najaaraq Ittuk, de capaciteit is 36 personen, resp. 60 personen.

## Bestemmingen
Grotere plaatsen:
- Ilulissat (thuishaven Najaaraq Ittuk)
- Aasiaat (thuishaven Aviaq Ittuk)
- Qasigiannguit
- Qeqertarsuaq
- Kangaatsiaq

Kleinere plaatsen (gerangschikt op route):
- Qeqertaq, Saqqaq, Oqaatsut
- Ilimanaq, Ikamiut, Akunnaaq
- Kitsissuarsuit
- Niaqornaarsuk, Ikeraarsuk, Iginniarfik, Attu